# Seznam konkláve

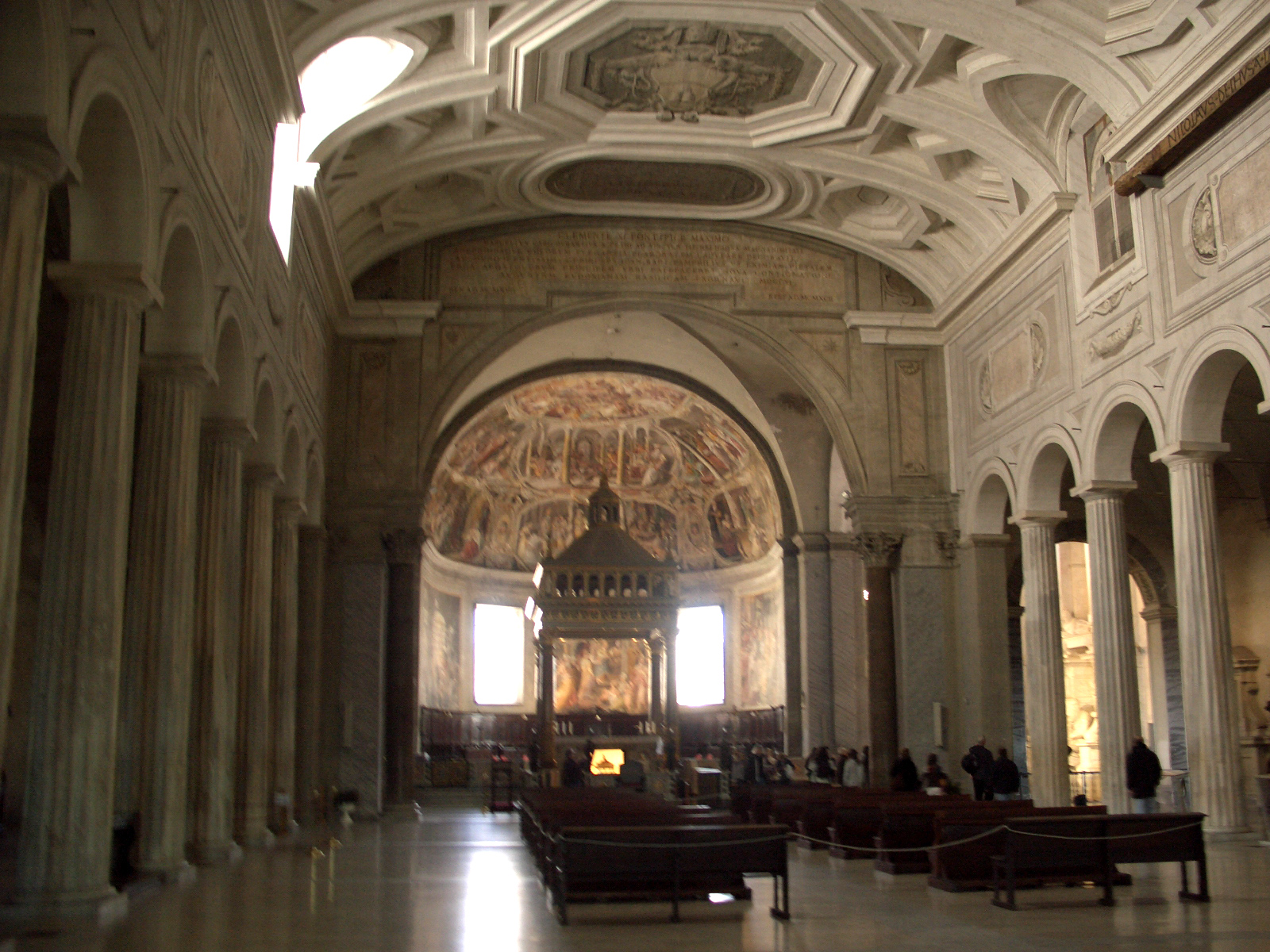
První papežská volba po přijetí In nomine Domini (1059) se konala v San Pietro in Vincoli („Svatý Petr v řetězech“), nikoli ve staropetrské bazilice, a to kvůli silnému odporu světské veřejnosti vůči novému procesu volby papeže.

Od roku 1059 do roku 2025 proběhlo 112 papežských voleb, z nichž vzešli papežové, které katolická církev v současnosti uznává za legitimní. Před rokem 1059 neexistoval žádný pevně stanovený proces nástupnictví papežů a papežové byli často vybíráni za výrazného zapojení světské moci, ne-li přímo jmenováni. Od vyhlášení dokumentu In nomine Domini (1059) je však volba omezena na kolegium kardinálů.
Papežské volby od roku 1276 probíhaly formou papežských konkláve (zkráceně konkláve), což jsou volby, které se řídily souborem pravidel a postupů vypracovaných v Ubi periculum (1274) a pozdějších papežských bulách; dodržování konkláve se do roku 1294 měnilo, ale všechny papežské volby od té doby probíhaly podle relativně podobným postupem. 
Ačkoli se kardinálové v minulosti scházeli na několika dalších místech v Římě i mimo něj, pouze pět voleb od roku 1455 se konalo mimo Apoštolský palác. Osmadvacet papežských voleb se konalo mimo Řím, konkrétně ve městech: Terracina (1088), Cluny (1119), Velletri (1181), Verona (1185), Ferrara (říjen 1187), Pisa (prosinec 1187), Perugia (1216, 1264–1265, 1285, 1292–1294, 1304–1305), Anagni (1243), Neapol (1254, 1294), Viterbo (1261, 1268–1271, červenec 1276, srpen–září 1276, 1277, 1281–1282), Arezzo (leden 1276), Carpentras/Lyon (1314–1316), Avignon (1334, 1342, 1352, 1362, 1370), Kostnice (1417) a Benátky (1799–1800). Tři volby se během svého konání přesunuly mezi městy: volby v letech 1268–1271, 1292–1294 a 1314–1316.

## Papežské volby
Volby, při nichž byli zvoleni papežští kandidáti, které katolická církev v současnosti považuje za antipapeže, jsou vyznačeny kurzívou.

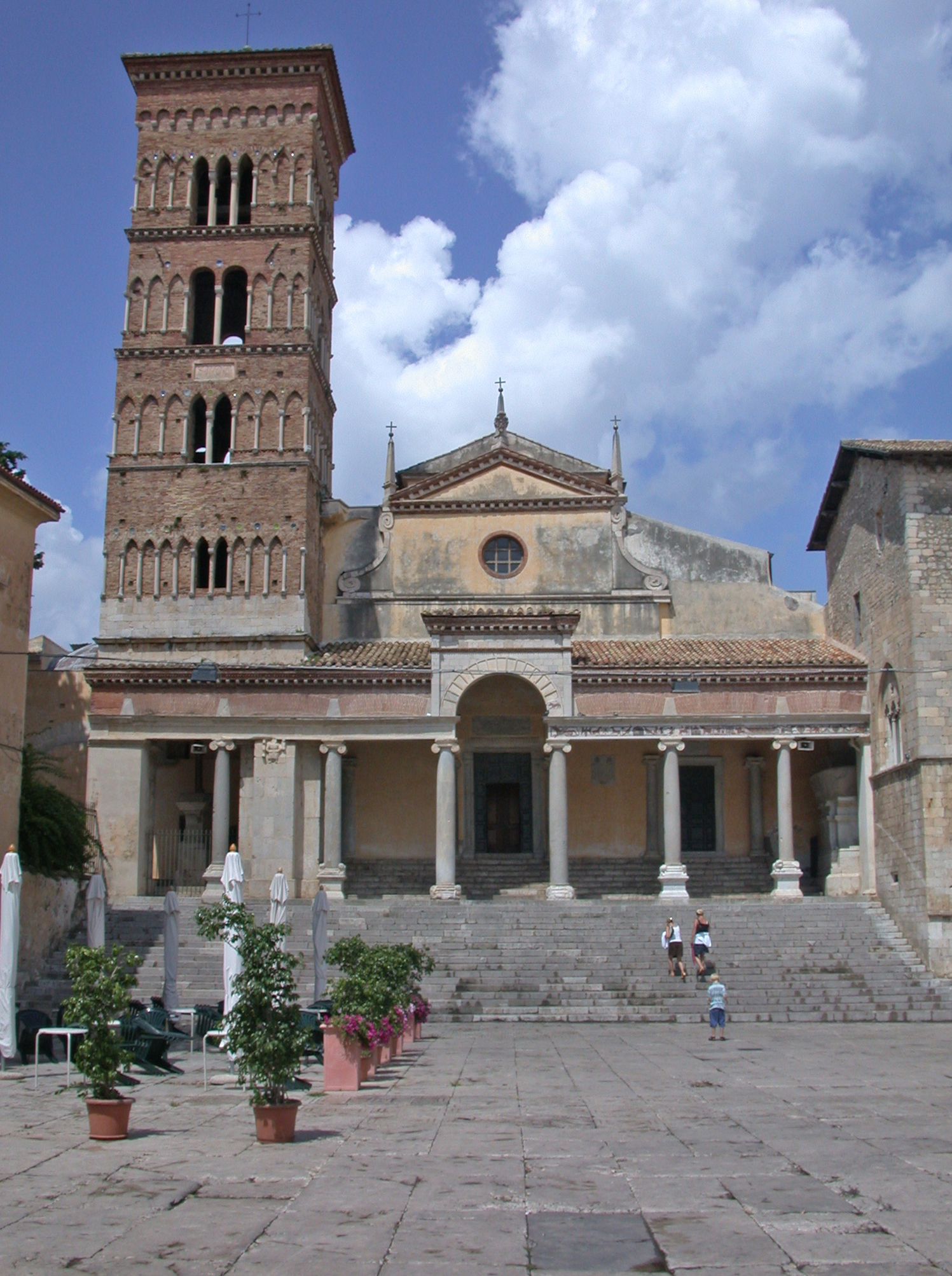
SS. Pietro e Cesareo v Terracině, místě první papežské volby mimo Řím.

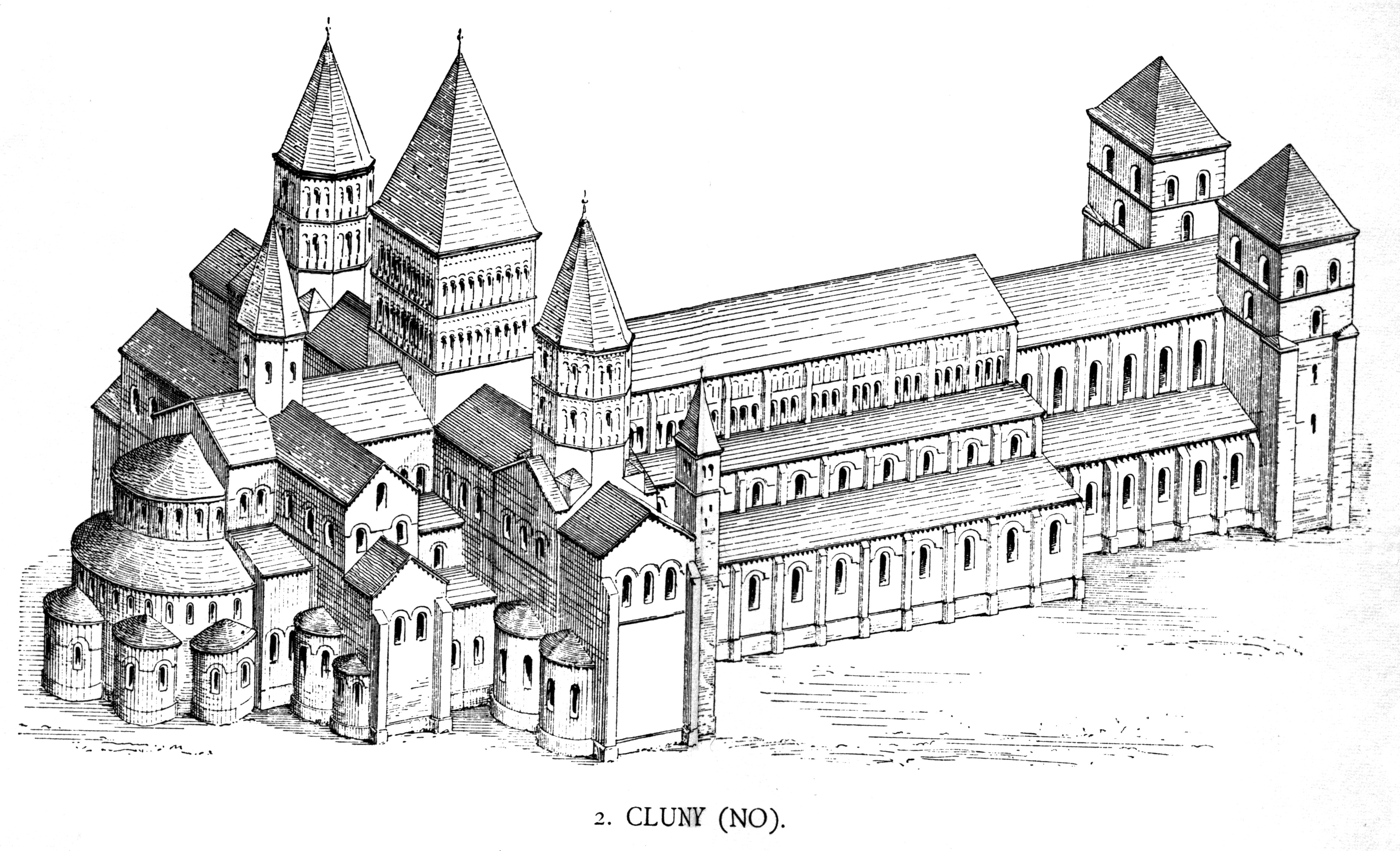
Papežská volba v roce 1119 se konala v opatství Cluny v důsledku vypovězení papeže Gelasia II. z Říma císařem Svaté říše římské Jindřichem V. po sporu o investituru.

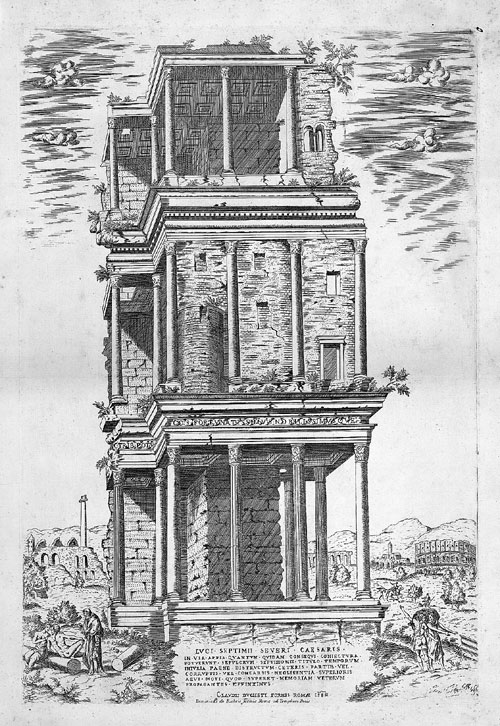
Senátor Matteo Rosso Orsini při volbě v roce 1241 omezil kardinály na Septizodium.

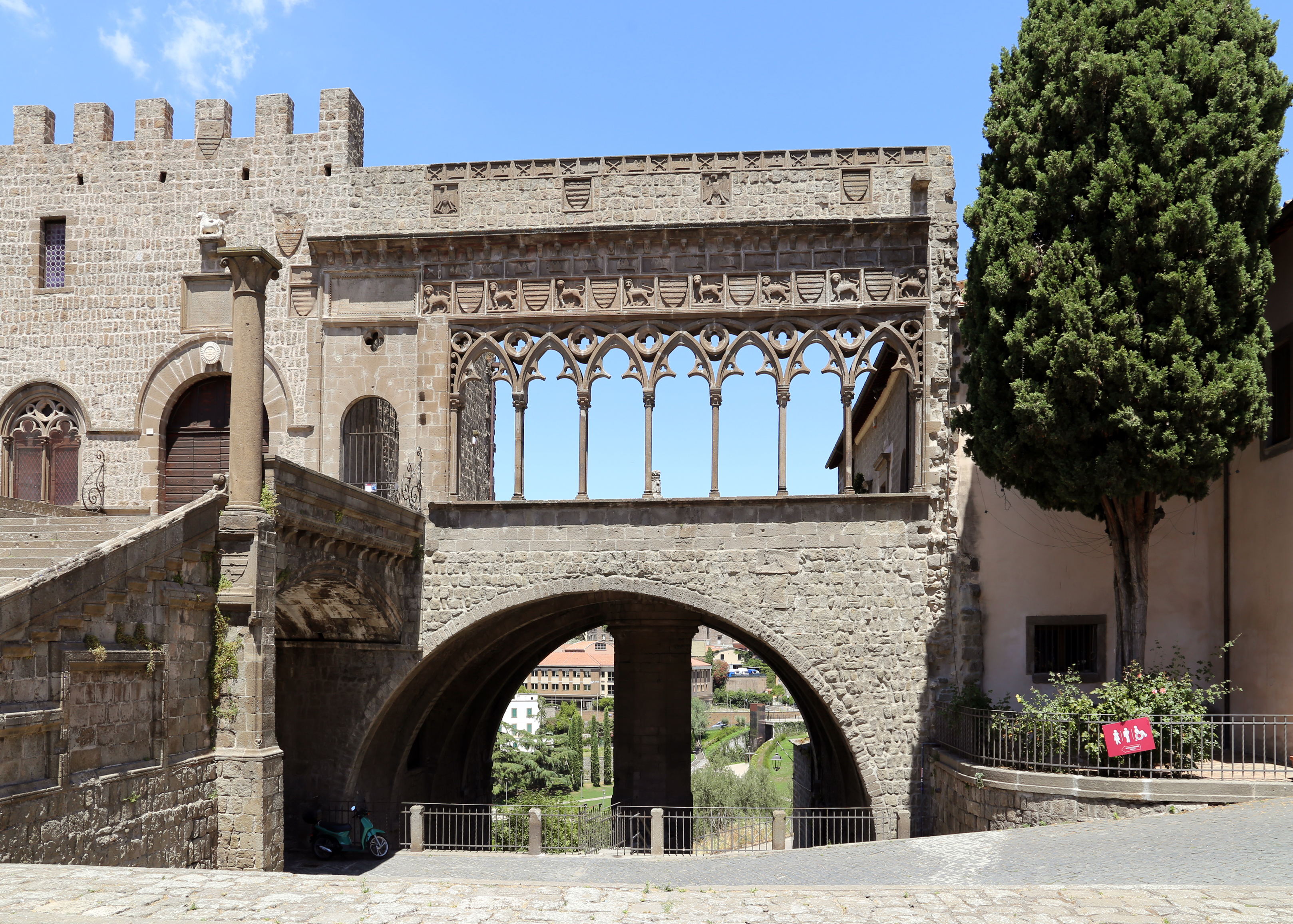
Magistrát města Viterbo odstranil střechu Palazzo dei Papi di Viterbo během volby v letech 1268–1271 a během volby v letech 1280–1281 z paláce vystěhoval dva kardinály volitele.

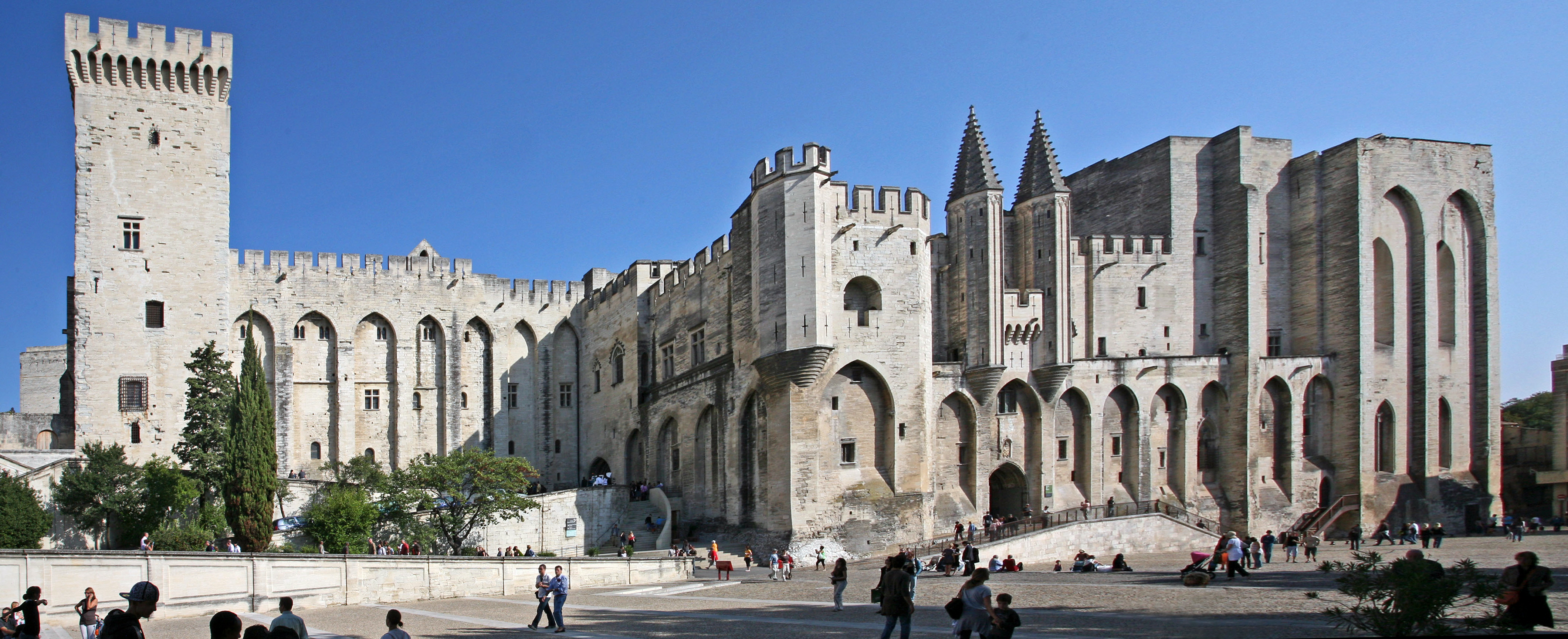
Papežský palác, místo konání většiny papežských konkláve za avignonského papežství.

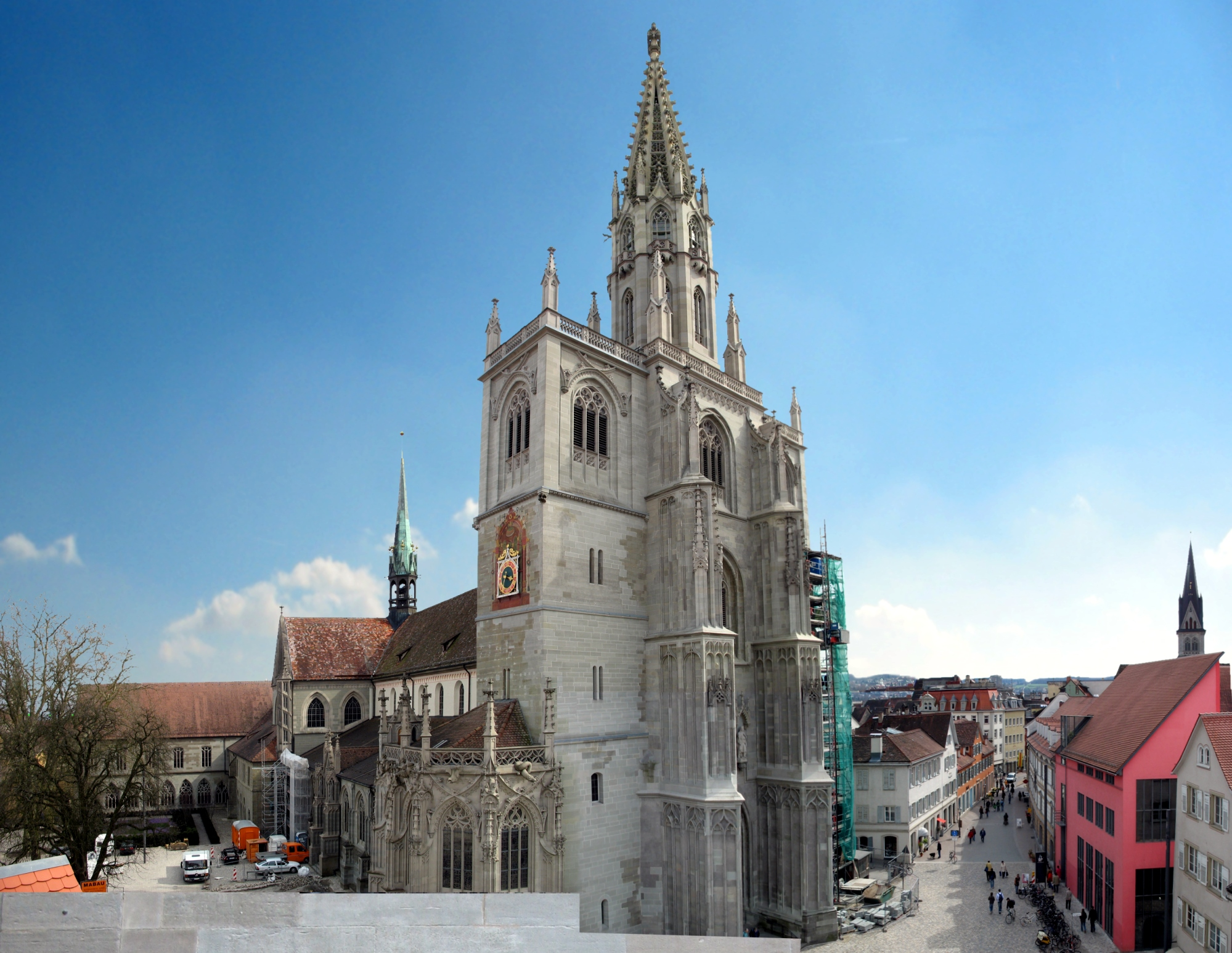
Kostnický Münster, místo konání Kostnického koncilu, poslední papežské volby mimo Itálii.

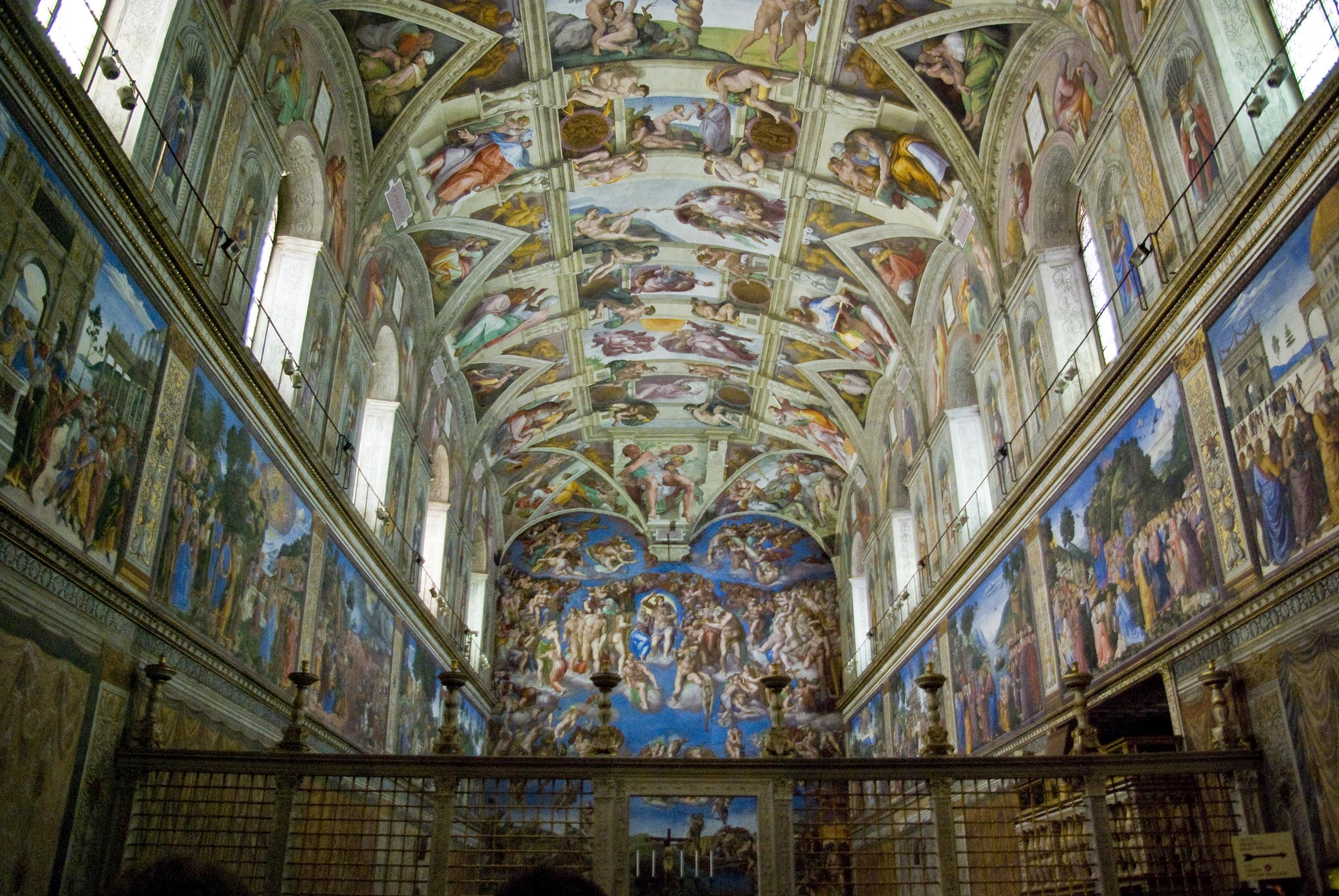
Konkláve v roce 1492 se poprvé konalo v Sixtinské kapli Apoštolského paláce, kde se konaly všechny konkláve od roku 1878.

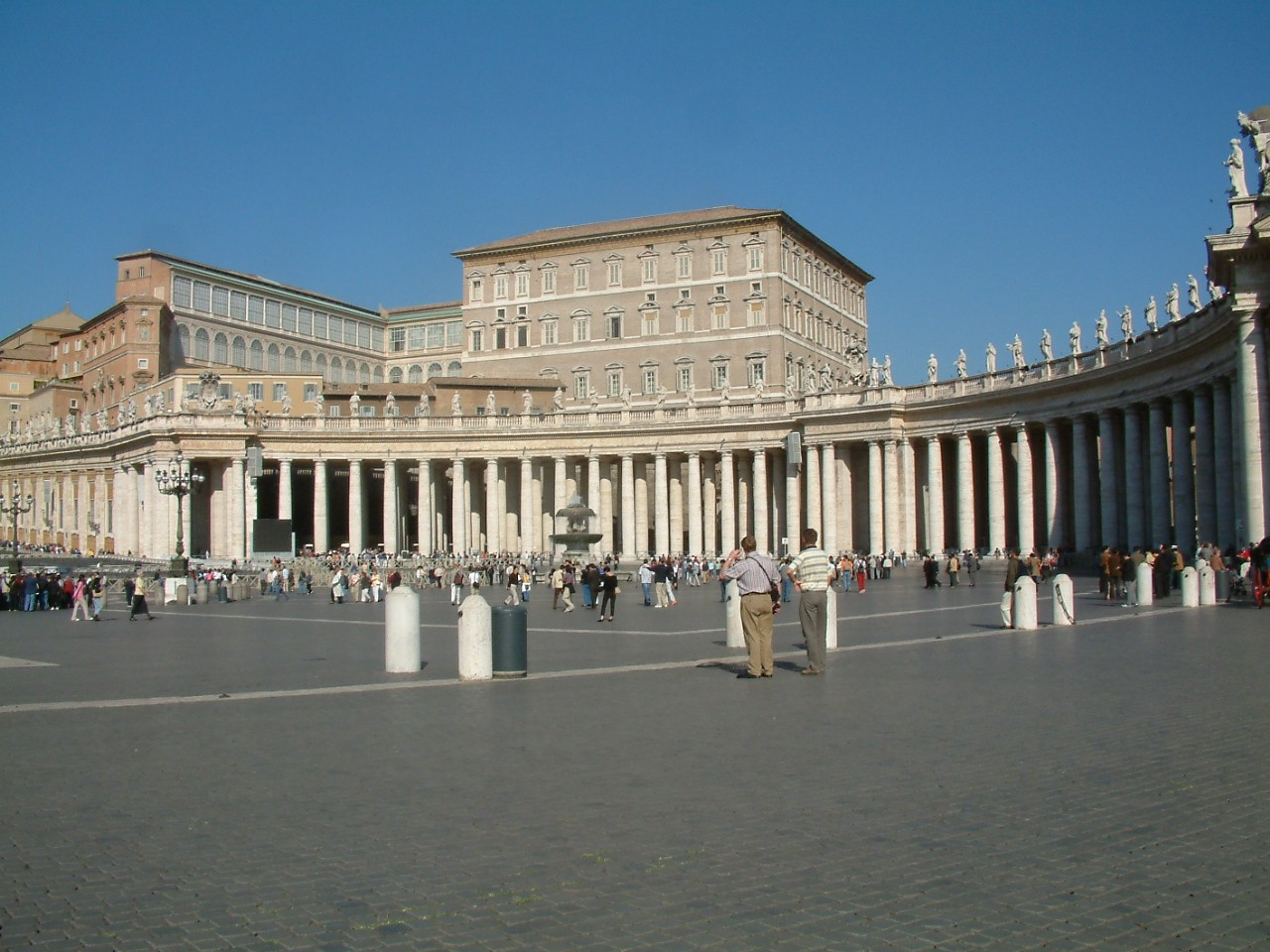
Všechny papežské konkláve od roku 1455 s výjimkou pěti se konaly v Apoštolském paláci.

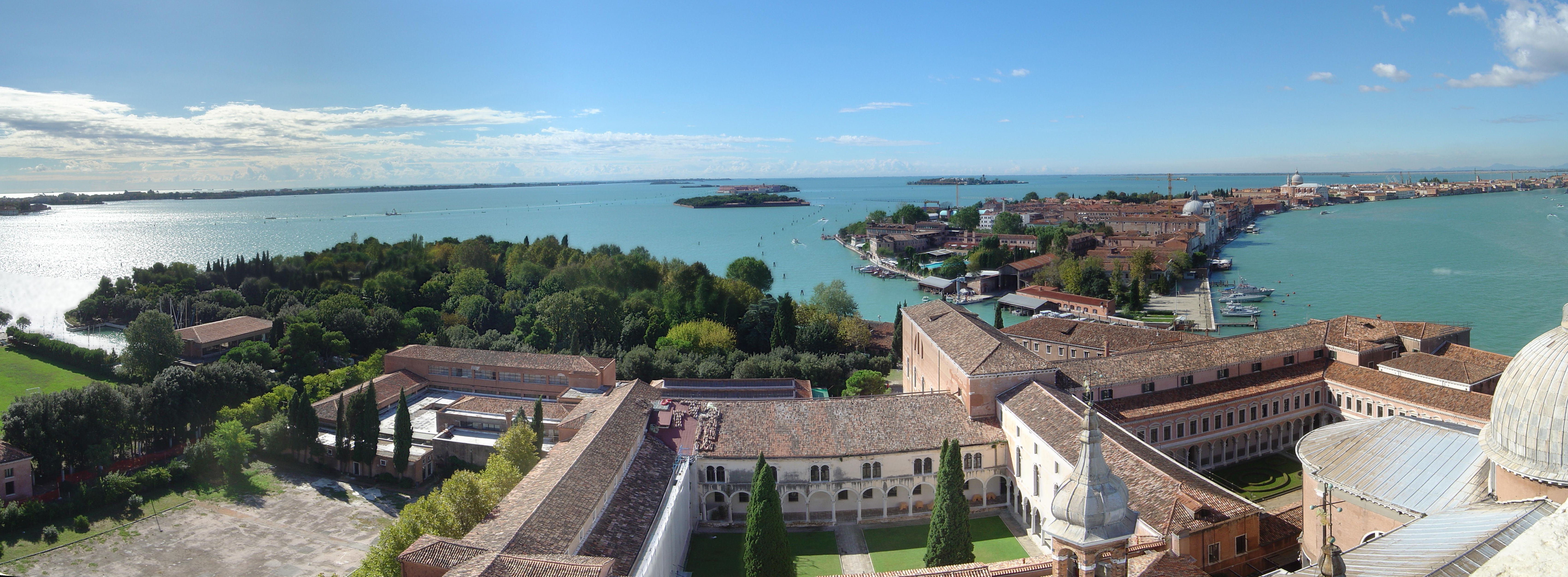
Papežské konkláve v letech 1799-1800 se konalo v klášteře San Giorgio v Benátkách, posledním místě papežské volby mimo Řím.

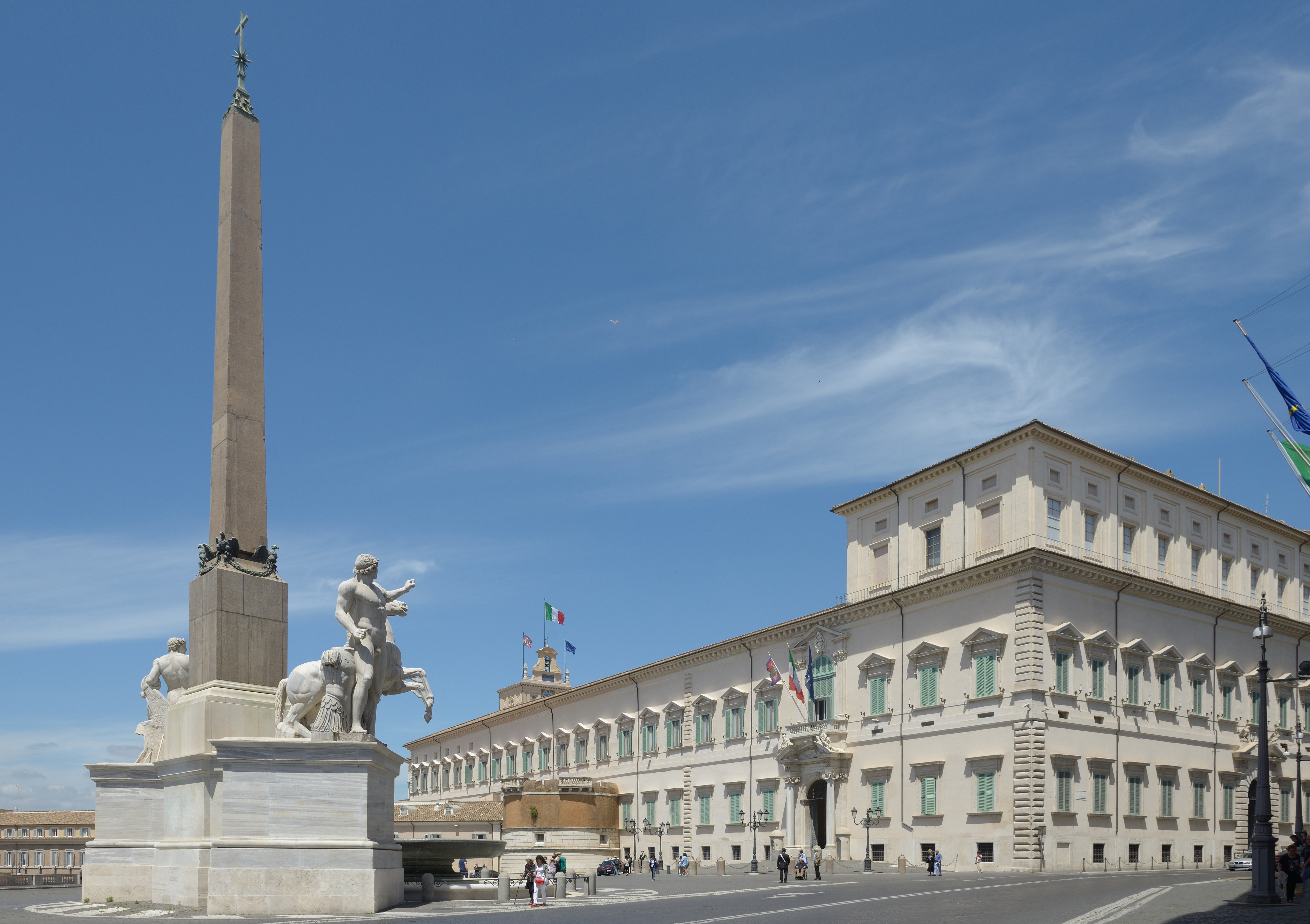
Kvirinálský palác byl místem čtyř konkláve před obsazením Říma silami italského sjednocení.

| Volba                                       | Zvolený papež              | Místo                                                                                              | Ref.            |
| ------------------------------------------- | -------------------------- | -------------------------------------------------------------------------------------------------- | --------------- |
| Papežská volba 1061                         | Papež Alexandr II.         | San Pietro in Vincoli (Řím)                                                                        | [ 3 ]           |
| Papežská volba 1073                         | Papež Řehoř VII.           | San Pietro in Vincoli (Řím)                                                                        | [ 4 ]           |
| Papežská volba 1086                         | Papež Viktor III.          | S. Lucia in Sepitisolio (Septizodium) (Řím)                                                        | [ 5 ]           |
| Papežská volba 1088                         | Papež Urban II.            | SS. Pietro e Cesareo (Terracina)                                                                   | [ 6 ]           |
| Papežská volba 1099                         | Papež Paschal II.          | Bazilika sv. Klementa (Řím)                                                                        | [ 6 ]           |
| Papežská volba 1118                         | Papež Gelasius II.         | Benediktinský klášter na Palatinu (Řím)                                                            | [ 7 ]           |
| Papežská volba 1119                         | Papež Kalixt II.           | Klášter Cluny (France)                                                                             | [ 8 ]           |
| Papežská volba 1124                         | Papež Honorius II.         | San Pancrazio (Řím)                                                                                | [ 9 ]           |
| Papežská volba 1130                         | Papež Inocenc II.          | SS. Andrea e Gregorio in clivo scauri (Řím)                                                        | [ 10 ]          |
| Papežská volba 1130                         | Vzdoropapež Anacletus II.  | San Marco (Řím)                                                                                    | [ 10 ]          |
| Papežská volba 1143                         | Papež Celestýn II.         | Lateránská bazilika (Řím)                                                                          | [ 11 ]          |
| Papežská volba 1144                         | Papež Lucius II.           | (Řím)                                                                                              | [ 11 ]          |
| Papežská volba 1145                         | Papež Evžen III.           | San Cesareo in Palatio (Řím)                                                                       | [ 11 ]          |
| Papežská volba 1153                         | Papež Anastasius IV.       | (Řím)                                                                                              | [ 11 ]          |
| Papežská volba 1154                         | Papež Hadrián IV.          | Stará bazilika sv. Petra (Řím)                                                                     | [ 12 ]          |
| Papežská volba 1159                         | Papež Alexandr III.        | Stará bazilika sv. Petra (Řím)                                                                     | [ 13 ]          |
| Papežská volba 1159                         | Vzdoropapež Viktor IV.     | Stará bazilika sv. Petra (Řím)                                                                     | [ 13 ]          |
| Papežská volba 1181                         | Papež Lucius III.          | (Řím)                                                                                              | [ 14 ]          |
| Papežská volba 1185                         | Papež Urban III.           | (Verona)                                                                                           | [ 14 ]          |
| Papežská volba v říjnu 1187                 | Papež Řehoř VIII.          | (Ferrara)                                                                                          | [ 15 ]          |
| Papežská volba v prosinci 1187              | Papež Klement III.         | (Pisa)                                                                                             | [ 16 ]          |
| Papežská volba 1191                         | Papež Celestýn III.        | (Řím)                                                                                              | [ 16 ]          |
| Papežská volba 1198                         | Papež Inocenc III.         | Septizodium (Řím)                                                                                  | [ 16 ]          |
| Papežská volba 1216                         | Papež Honorius III.        | Palazzo delle Canoniche (Perugia)                                                                  | [ 16 ]          |
| Papežská volba 1227                         | Papež Řehoř IX.            | Septizodium (Řím)                                                                                  | [ 17 ]          |
| Papežská volba 1241                         | Papež Celestýn IV.         | Septizodium (Řím)                                                                                  | [ 18 ]          |
| Papežská volba 1243                         | Papež Inocenc IV.          | (Anagni)                                                                                           | [ 19 ]          |
| Papežská volba 1254                         | Papež Alexandr IV.         | (Neapol)                                                                                           | [ 20 ]          |
| Papežská volba 1261                         | Papež Urban IV.            | Katedrála ve Viterbu                                                                               | [ 20 ]          |
| Papežská volba 1264–1265                    | Papež Klement IV.          | Palazzo delle Canoniche (Perugia)                                                                  | [ 21 ]          |
| Papežská volba 1268–1271                    | Papež Řehoř X.             | Katedrála ve Viterbu Palazzo dei Papi (Viterbo)                                                    | [ 22 ]          |
| Konkláve v lednu 1276                       | Papež Inocenc V.           | Katedrála v Arezzu                                                                                 | [ 23 ]          |
| Konkláve v červenci 1276                    | Papež Hadrián V.           | Lateránská bazilika (Řím)                                                                          | [ 24 ] [ 25 ]   |
| Papežská volba v září 1276                  | Papež Jan XXI.             | Palazzo dei Papi (Viterbo)                                                                         | [ 26 ]          |
| Papežská volba 1277                         | Papež Mikuláš III.         | Palazzo dei Papi (Viterbo)                                                                         | [ 26 ]          |
| Papežská volba 1280–1281                    | Papež Martin IV.           | Palazzo dei Papi (Viterbo)                                                                         | [ 27 ]          |
| Papežská volba 1285                         | Papež Honorius IV.         | Palazzo delle Canoniche (Perugia)                                                                  | [ 28 ]          |
| Papežská volba 1287–1288                    | Papež Mikuláš IV.          | Corte Savella, poblíž Santa Sabina (Řím)                                                           | [ 29 ]          |
| Papežská volba 1292–129                     | Papež Celestýn V.          | Basilica of St. Mary Major (Řím) Santa Maria sopra Minerva (Řím) Palazzo delle Canoniche (Perugia) | [ 30 ]          |
| Konkláve 1294                               | Papež Bonifác VIII.        | Castel Nuovo (Neapol)                                                                              | [ 31 ]          |
| Konkláve 1303                               | Papež Benedikt XI.         | Lateránská bazilika (Řím)                                                                          | [ 32 ]          |
| Konkláve v květnu 1304                      | Papež Klement V.           | Katedrála v Perugii                                                                                | [ 33 ]          |
| Konkláve 1314–1316                          | Papež Jan XXII.            | Katedrála v Carpentrasu Dominikánský dům v Lyonu                                                   | [ 34 ]          |
| Konkláve 1334                               | Papež Benedikt XII.        | Papežský palác (Avignon)                                                                           | [ 35 ]          |
| Konkláve 1342                               | Papež Klement VI.          | Papežský palác (Avignon)                                                                           | [ 36 ]          |
| Konkláve 1352                               | Papež Inocenc VI.          | Papežský palác (Avignon)                                                                           | [ 37 ]          |
| Konkláve 1362                               | Papež Urban V.             | Papežský palác (Avignon)                                                                           | [ 38 ]          |
| Konkláve 1370                               | Papež Řehoř XI.            | Papežský palác (Avignon)                                                                           | [ 39 ]          |
| Konkláve 1378                               | Papež Urban VI.            | Stará bazilika sv. Petra (Řím)                                                                     | [ 40 ]          |
| Konkláve 1378 Avignon                       | Vzdoropapež Klement VII.   | (Fondi)                                                                                            | [ 40 ]          |
| Konkláve 1389                               | Papež Bonifác IX.          | Apoštolský palác (Řím)                                                                             | [ 41 ]          |
| Konkláve 1394 Avignon                       | Vzdoropapež Benedikt XIII. | Papežský palác (Avignon)                                                                           | [ 42 ]          |
| Konkláve 1404                               | Papež Inocenc VII.         | (Řím)                                                                                              | [ 43 ]          |
| Konkláve 1406                               | Papež Řehoř XII.           | (Řím)                                                                                              | [ 44 ]          |
| 1409 Pisánský koncil                        | Vzdoropapež Alexandr V.    | (Pisa)                                                                                             | [ 45 ]          |
| Konkláve 1410 Pisan                         | Vzdoropapež Jan XXIII.     | San Petronio Basilica (Bologna)                                                                    | [ 46 ]          |
| 1417 Kostnický koncil                       | Papež Martin V.            | Konstanzer Münster                                                                                 | [ 47 ]          |
| Konkláve 1423 Avignon                       | Vzdoropapež Klement VIII.  | (Peñíscola)                                                                                        | [ 48 ]          |
| Konkláve 1431                               | Papež Evžen IV.            | Santa Maria sopra Minerva (Řím)                                                                    | [ 49 ] [ 50 ]   |
| 1439 Basilejsko-ferrarsko-florentský koncil | Vzdoropapež Felix V.       | Katedrála v Basileji                                                                               | [ 51 ]          |
| Konkláve 1447                               | Papež Mikuláš V.           | Santa Maria sopra Minerva (Řím)                                                                    | [ 50 ] [ 52 ]   |
| Konkláve 1455                               | Papež Kalixt III.          | Apoštolský palác (Řím)                                                                             | [ 50 ] [ 53 ]   |
| Konkláve 1458                               | Papež Pius II.             | Apoštolský palác (Řím)                                                                             | [ 54 ] [ 55 ]   |
| Konkláve 1464                               | Papež Pavel II.            | Apoštolský palác (Řím), Capella Parva a Capella Magna                                              | [ 50 ] [ 56 ]   |
| Konkláve 1471                               | Papež Sixtus IV.           | Apoštolský palác (Řím)                                                                             | [ 57 ]          |
| Konkláve 1484                               | Papež Inocenc VIII.        | Apoštolský palác (Řím)                                                                             | [ 58 ]          |
| Konkláve 1492                               | Papež Alexandr VI.         | Apoštolský palác (Řím), Sixtinská kaple                                                            | [ 59 ]          |
| Konkláve v září 1503                        | Papež Pius III.            | Apoštolský palác (Řím)                                                                             | [ 60 ]          |
| Konkláve v říjnu 1503                       | Papež Julius II.           | Apoštolský palác (Řím)                                                                             | [ 61 ]          |
| Konkláve 1513                               | Papež Lev X.               | Apoštolský palác (Řím), Sixtinská kaple                                                            | [ 50 ] [ 62 ]   |
| Konkláve 1521–1522                          | Papež Hadrián VI.          | Apoštolský palác (Řím)                                                                             | [ 63 ]          |
| Konkláve 1523                               | Papež Klement VII.         | Apoštolský palác (Řím)                                                                             | [ 64 ]          |
| Konkláve 1534                               | Papež Pavel III.           | Apoštolský palác (Řím), Cappella Parva                                                             | [ 50 ] [ 65 ]   |
| Konkláve 1549–1550                          | Papež Julius III.          | Apoštolský palác (Řím), Cappella Paolina                                                           | [ 66 ]          |
| Konkláve v dubnu 1555                       | Papež Marcellus II.        | Apoštolský palác (Řím)                                                                             | [ 67 ]          |
| Konkláve v květnu 1555                      | Papež Pavel IV.            | Apoštolský palác (Řím)                                                                             | [ 68 ]          |
| Konkláve 1559                               | Papež Pius IV.             | Apoštolský palác (Řím), Cappella Paolina                                                           | [ 50 ] [ 69 ]   |
| Konkláve 1565–1566                          | Papež Pius V.              | Apoštolský palác (Řím)                                                                             | [ 70 ]          |
| Konkláve 1572                               | Papež Řehoř XIII.          | Apoštolský palác (Řím)                                                                             | [ 71 ]          |
| Konkláve 1585                               | Papež Sixtus V.            | Apoštolský palác (Řím)                                                                             | [ 72 ]          |
| Konkláve v září 1590                        | Papež Urban VII.           | Apoštolský palác (Řím)                                                                             | [ 73 ]          |
| Konkláve od října do prosince 1590          | Papež Řehoř XIV.           | Apoštolský palác (Řím)                                                                             | [ 74 ]          |
| Konkláve 1591                               | Papež Inocenc IX.          | Apoštolský palác (Řím)                                                                             | [ 75 ]          |
| Konkláve 1592                               | Papež Klement VIII.        | Apoštolský palác (Řím)                                                                             | [ 76 ]          |
| Konkláve od března do dubna 1605            | Papež Lev XI.              | Apoštolský palác (Řím)                                                                             | [ 77 ]          |
| Konkláve v květnu 1605                      | Papež Pavel V.             | Apoštolský palác (Řím)                                                                             | [ 78 ]          |
| Konkláve 1621                               | Papež Řehoř XV.            | Apoštolský palác (Řím)                                                                             | [ 79 ]          |
| Konkláve 1623                               | Papež Urban VIII.          | Apoštolský palác (Řím)                                                                             | [ 80 ]          |
| Konkláve 1644                               | Papež Inocenc X.           | Apoštolský palác (Řím)                                                                             | [ 81 ]          |
| Konkláve 1655                               | Papež Alexandr VII.        | Apoštolský palác (Řím)                                                                             | [ 82 ]          |
| Konkláve 1667                               | Papež Klement IX.          | Apoštolský palác (Řím)                                                                             | [ 83 ]          |
| Konkláve 1669–1670                          | Papež Klement X.           | Apoštolský palác (Řím)                                                                             | [ 84 ]          |
| Konkláve 1676                               | Papež Inocenc XI.          | Apoštolský palác (Řím)                                                                             | [ 85 ]          |
| Konkláve 1689                               | Papež Alexandr VIII.       | Apoštolský palác (Řím)                                                                             | [ 86 ]          |
| Konkláve 1691                               | Papež Inocenc XII.         | Apoštolský palác (Řím)                                                                             | [ 87 ]          |
| Konkláve 1700                               | Papež Klement XI.          | Apoštolský palác (Řím)                                                                             | [ 88 ]          |
| Konkláve 1721                               | Papež Inocenc XIII.        | Apoštolský palác (Řím)                                                                             | [ 89 ]          |
| Konkláve 1724                               | Papež Benedikt XIII.       | Apoštolský palác (Řím)                                                                             | [ 90 ]          |
| Konkláve 1730                               | Papež Klement XII.         | Apoštolský palác (Řím)                                                                             | [ 91 ]          |
| Konkláve 1740                               | Papež Benedikt XIV.        | Apoštolský palác (Řím)                                                                             | [ 92 ]          |
| Konkláve 1758                               | Papež Klement XIII.        | Apoštolský palác (Řím)                                                                             | [ 93 ]          |
| Konkláve 1769                               | Papež Klement XIV.         | Apoštolský palác (Řím)                                                                             | [ 94 ]          |
| Konkláve 1774–1775                          | Papež Pius VI.             | Apoštolský palác (Řím)                                                                             | [ 95 ]          |
| Konkláve 1799–1800                          | Papež Pius VII.            | Klášter San Giorgio (Benátky)                                                                      | [ 96 ]          |
| Konkláve 1823                               | Papež Lev XII.             | Kvirinálský palác (Řím)                                                                            | [ 97 ]          |
| Konkláve 1829                               | Papež Pius VIII.           | Kvirinálský palác (Řím)                                                                            | [ 98 ]          |
| Konkláve 1830–1831                          | Papež Řehoř XVI.           | Kvirinálský palác (Řím)                                                                            | [ 99 ]          |
| Konkláve 1846                               | Papež Pius IX.             | Kvirinálský palác (Řím)                                                                            | [ 100 ]         |
| Konkláve 1878                               | Papež Lev XIII.            | Apoštolský palác (Řím), Sixtinská kaple                                                            | [ 101 ]         |
| Konkláve 1903                               | Papež Pius X.              | Apoštolský palác (Řím), Sixtinská kaple                                                            | [ 102 ]         |
| Konkláve 1914                               | Papež Benedikt XV.         | Apoštolský palác (Řím), Sixtinská kaple                                                            | [ 103 ]         |
| Konkláve 1922                               | Papež Pius XI.             | Apoštolský palác (Řím), Sixtinská kaple                                                            | [ 104 ]         |
| Konkláve 1939                               | Papež Pius XII.            | Apoštolský palác (Vatican City), Sixtinská kaple                                                   | [ 105 ]         |
| Konkláve 1958                               | Papež Jan XXIII.           | Apoštolský palác (Vatikán), Sixtinská kaple                                                        | [ 106 ]         |
| Konkláve 1963                               | Papež Pavel VI.            | Apoštolský palác (Vatikán), Sixtinská kaple                                                        | [ 107 ]         |
| Konkláve v srpnu 1978                       | Papež Jan Pavel I.         | Apoštolský palác (Vatikán), Sixtinská kaple                                                        | [ 108 ]         |
| Konkláve v říjnu 1978                       | Papež Jan Pavel II.        | Apoštolský palác (Vatikán), Sixtinská kaple                                                        | [ 108 ]         |
| Konkláve 2005                               | Papež Benedikt XVI.        | Apoštolský palác (Vatikán), Sixtinská kaple                                                        | [ 109 ]         |
| Konkláve 2013                               | Papež František            | Apoštolský palác (Vatikán), Sixtinská kaple                                                        | [ 110 ] [ 111 ] |
| Konkláve 2025                               | Papež Lev XIV.             | Apoštolský palác (Vatikán), Sixtinská kaple                                                        | [ 112 ]         |